# Mazuca strigicincta
Mazuca strigicincta là một loài bướm đêm trong họ Noctuidae.